# Olga Glébova-Soudeïkina
Olga Afanassievna Glébova-Soudeïkina (en russe : О́льга Афана́сьевна Гле́бова-Суде́йкина ; 27 mai 1890 à Saint-Pétersbourg - 19 janvier 1945 à Paris 15e) est une comédienne, danseuse, peintre, sculpteur, traductrice et l'une des premières mannequins russes. 
C'est l'une des figures les plus emblématiques de la bohème pétersbourgeoise de l'âge d'argent. Ainsi Arthur Lourié a dit : « [Olga] incarnait l'époque raffinée de Pétersbourg au début du XXe siècle ainsi que Madame Récamier [...] incarnait le début de l'Empire. », et Anna Akhmatova la nomme : la « psyché » (c'est-à-dire l'âme), la « colombe des années 1910 ». 

## Biographie

### 1885-1924: L'âge d'argent à Saint-Pétersbourg
Olga Glébova naît dans une famille modeste, originaire de la province de Iaroslavl où son grand-père était encore un serf. 
Enfant, Olga souffre de l'alcoolisme de son père, Athanase Prokofievitch Glébov, modeste petit fonctionnaire de l'École des mines de Saint-Pétersbourg. La famille vit sur l'île Vassilievski. Elle a un frère qu'elle perdra en 1905, lorsque tout juste entré à l'Académie de la marine marchande, il se noie lors d'une formation.
En 1902-1905, elle étudie aux cours d'art dramatique de l'école du théâtre Impérial de Saint-Pétersbourg, dans la classe de V. I. Davydov. Elle joue déjà des petits rôles sur les scènes de théâtre de Saint-Pétersbourg, dans des pièces telles que Le Malheur d'avoir trop d'esprit d'Alexandre Griboïedov, Neige de Przybyszewski, Les Enfants de Vaniouchine de Sergueï Naïdenov, et le Dîner d'adieu d'Arthur Schnitzler.
Pour la saison 1905-1906, elle fait partie de la troupe du Théâtre Alexandra, devenant une des élèves préférées de Constantin Varlamov (ru). 
Elle joue notamment le rôle d'Ania dans La Cerisaie de Tchekhov et l'une des artistes dans la comédie Petite fleur de Dieu d'Alexandre Kossorotov. 
À l'automne 1906, Glébova est engagée par la très exigeante Vera Komissarjevskaïa pour le théâtre qu'elle vient de fonder pour promouvoir de jeunes dramaturges. L'actrice va ainsi participer à une des aventures théâtrales les plus radicales et avant-gardistes de ce début de siècle, celles des mises en scène de Meyerhold, premier directeur du théâtre et qui veut rompre avec le théâtre réaliste de Stanislavski. Elle joue ainsi la servante Berthe dans la mémorable représentation d'Hedda Gabler d'Ibsen (décors et costumes de Nikolaï Sapounov et Nicolas Millioti) en 1906 ou Clémentine dans Sœur Béatrice de Maeterlinck, dont la distribution « arbitraire » et les décors et costumes « abstraits » de Sergueï Soudeïkine choquent. 
Ce dernier, artiste renommé, de tous les combats d'avant-garde courtise Olga et ils se marient début 1907. Entretemps, une de leurs escapades à Moscou, alors qu'Olga devait jouer, provoque la colère de Komissarjevskaïa et Olga doit quitter la troupe. Les premiers temps sont idylliques, Soudeïkine lui vouant un véritable culte, lui créant de nombreux costumes qu'elle porte, devenant un des premiers mannequins. Mais peu à peu, Soudeïkine la délaisse et en 1908, alors que loge chez le couple l'écrivain Mikhaïl Kouzmine qui ne cache pas ses préférences homosexuelles, Olga découvre la relation entre Kouzmine et son mari. Elle le chasse, mais le trio continue à travailler ensemble sur de nombreux projets - jusqu'en 1918 !, et acquiert une réputation scandaleuse,. 
En 1909, Olga Soudeïkina profite d'un remplacement pour remonter sur les planches dans le rôle principal d'une pièce de Iouri Belaïev (1876-1917) : Poutanitsa ou l'année 1840. Une douzaine de représentations entre janvier et avril 1910 obtiennent un immense succès, et rendent célèbre et le dramaturge et sa principale interprète, dont le chant, la danse et les récitations enthousiasment le public au point d'associer pour de longues années Olga à l'héroïne Poutanitsa.
Ce succès lui permet d'entrer dans la troupe du théâtre Maly pour des représentations de Chantecler (1910) d'Edmond Rostand ou dans la Conjuration de Fiesque de Gênes de Schiller. En 1912-1913, le duo de Poutinitsa récidive avec Psyché, un drame sur la vie de l'actrice Prascovie Jemtchougova (ru)(1768-1803).
Olga Soudeïkina est aussi une remarquable danseuse, et donne des spectacles de danse classique ou moderne, à la fois dans des lieux officiels comme le théâtre Maly, mais apparaît aussi dans les salons privés et surtout les cabarets. Au chien errant, le légendaire café de la bohème artistique de l'Âge d'Argent (1912-1915) décoré par Soudeïkine, ses performances, sa beauté, ses chevaux blonds, les parures de Soudeïkine, notamment son célèbre manteau de cygne font sensation, et suscitent les passions, parfois dramatiques, comme celle de Vsevolod Kniazev (ru). 
En 1912, un jeune officier poète de 21 ans, Vsevolod Kniazev, entretient une double relation avec Kouzmine et Soudeïkina, envoyant notamment à cette dernière poèmes et lettres passionnés. Kniazev, vraisemblablement instrumentalisé par Olga Afanassievna, rompt avec Kouzmine, et à la suite de la lecture d'une lettre de rupture d'Olga se suicide le 29 mars 1913, à l'âge de 22 ans. Le scandale éclate à Saint-Pétersbourg, Olga et Kouzmine étant clairement désignés comme responsables de sa mort.
Le couple Soudeïkine finit par divorcer en 1915. Mais il n'est pas rare de voir Soudeïkine s'afficher avec Olga et Véra de Bosset, sa nouvelle compagne et bientôt nouvelle épouse. 
À la fin de cette même année, Olga Soudeïkina se lie avec le compositeur Arthur Lourié, auprès de qui elle passera la guerre. 
En 1918, le ballet-pantomime Cake-Walk, écrit spécialement pour Soudeïkina par Georges Annenkov sur une musique de Debussy, est un très grand succès. Elle participe également à nombre de spectacles musicaux créés par Mikhaïl Kouzmine, dans des costumes et décors de Sergueï Soudeïkine.
En 1921-1922, Olga et Arthur logent chez Anna Akhmatova, dans son appartement de la Fontanka, formant un ménage à trois. En 1922, Lourié part à Berlin, où il s'installe avec Tamara Persits, une amie d'Olga et d'Anna Akhmatova.
En 1924, Olga Soudeïkina émigre à son tour à Berlin, seule - Anna Akhmatova refusant de s'exiler. Olga s'installe chez une amie, Nora Lidar. Elle a emporté une valise pleine de ses réalisations en porcelaine (personnages, poupées), dont la vente lui permet de survivre avant d'obtenir un visa pour Paris.

### 1924-1945: Paris, laDame aux oiseaux
À l'automne 1924, elle arrive à Paris. Pour survivre, elle continue de réaliser ses porcelaines, produites à Sèvres. Elle peut ainsi participer à l'Exposition de l'art et de l'artisanat à Paris en 1932, et en 1934-1935 ses figurines sont exposées au Musée Galliera.
Elle apparaît lors de soirées littéraires consacrées aux œuvres de poètes russes, récite des poèmes. Elle fréquente notamment Ievgueni Zamiatine et Nicholas Millioti - qu'elle a connu en 1906, au théâtre Vera Komissarjevskaïa... Elle traduit en russe la poésie française décadente (Verlaine, Baudelaire). À Paris, on la surnomme La Dame aux oiseaux, du fait des nombreux oiseaux que l'on pouvait rencontrer dans ses appartements. 
Olga Afanassievna meurt dans la misère en 1945 des complications d'une phtisie galopante à l'Hôpital Boucicaut à Paris.
Elle est enterrée au cimetière russe de Sainte-Geneviève-des-Bois ; sa pierre tombale fut financée quelques mois après son décès par ses deux maris.

## Hommage
Olga Glébova-Soudeïkina a inspiré de nombreux poètes de l'âge d'argent : 
Fiodor Sologoub (1863-1927), 
Mikhail Kouzmine (1872-1936), 
Alexander Blok (1880-1921), 
Velimir Khlebnikov (1885-1922), 
Igor Severianine (1887-1941), 
Gueorgui Ivanov (1894-1958),
Vsevolod Rojdestvenski (ru) (1895-1977) 
et bien évidemment Vsevolod Kniazev (1895-1921).
L'évocation la plus forte d'Olga Soudeïkina est indiscutablement celle du chef-d’œuvre d'Anna Akhmatova (1889-1966) : le Poème sans héros (1940-1965). 
Dédié, via la deuxième dédicace de 1945, à Olga qui venait de disparaître, la trame narrative de la première partie de ce long poème narratif « 1913. Récit pétersbourgeois » est basée sur le drame du suicide de Kniazev pour Olga. Cependant, au-delà du souvenir d'une période de sa jeunesse, Olga Soudeïkina et Vsevolod Kniazev sont avant tout des personnes historiques emblématiques qui servent à Akhmatova à incarner les allégories de la muse-poétesse et du poète suicidé (ou exécuté). Ainsi, Akhmatova, au travers de subtiles allusions peut se jouer de la censure, et évoquer ses êtres les plus chers : derrière Kniazev surgissent Goumilev et Mandelstam,...
En 1977, Arthur Lourié a mis en musique le Poème sans héros et a dédié cette œuvre à Olga. 

## Iconographie
- Sergueï Soudeïkine : entre 1907 et 1916, il a de nombreuses fois représenté sa femme : Portrait (1910), Comédiens(1916), ainsi que dans les peintures du cycle tardif Ma Vie durant les années 1940.
- Georges Annenkov a réalisé son Portrait en 1921.
- Moïse Nappelbaum (ru) a photographié à plusieurs reprises Olga Soudeïkina.